# Allison J33
General Electric/Allison J33 byl americký proudový motor, který vznikl jako vývojový stupeň motoru General Electric J31. Byl mj. zvětšen za účelem významného zvýšení tahu. Nejprve na 18 kN (4 000 lbf), poté na 20 kN (4 600 lbf) a s dodatečným vstřikování směsi vody a alkoholu v nižších letouvých hladinách poskytoval tah až 24 kN (5 400 lbf).

## Vznik a vývoj
Motor J33 byl původně vyvinut společností General Electric jako výsledek jejich práce s návrhy Franka Whittlea během druhé světové války. Jejich první motor nesl označení General Electric I-A, ale po několik změnách nutných pro americkou produkci a zvýšení tahu začala v roce 1942 výroba pod označením I-16; 16 odkazovalo na tah 1,600 lbf (7,1 kN). Velkovýroba začala jako J31, kdy armádní letectvo Spojených států zavedlo společné značení pro všechny své projekty motorů.
Spolu s verzí I-16 začala firma General Elecric pracovat na zvětšené verzi známé jako I-40. Jak naznačoval název, byl motor navržen tak, aby poskytl 4 000 lbf (18 kN). Kromě rozměru byl mezi I-16 a I-40 hlavním rozdílem spalovací systém: I-16 měl deset reverzních trubkových spalovacích komor, zatímco I-40 měl 14 přímých trubkových spalovacích komor. Vývojový cyklus byl pozoruhodně rychlý. Projekční práce začaly v polovině roku 1943 a 13. ledna 1944 byl první prototyp podroben statickému testování.
Civilní verze modelu J33 nesla označení Allison 400-C4 a v roce 1948 se stala první americkou plynovou turbínou certifikovanou pro komerční dopravu.

## Použití
- Convair XF-92
- Grumman F9F-3/4 Panther
- Grumman F9F-7 Cougar
- Lockheed P-80 Shooting Star
- Lockheed T-33 Shooting Star
- Lockheed F-94A/B Starfire
- MGM-1 Matador
- MGM-13 Mace
- North American AJ Savage
- SSM-N-8 Regulus

## Specifikace (Allison J33-A-35)

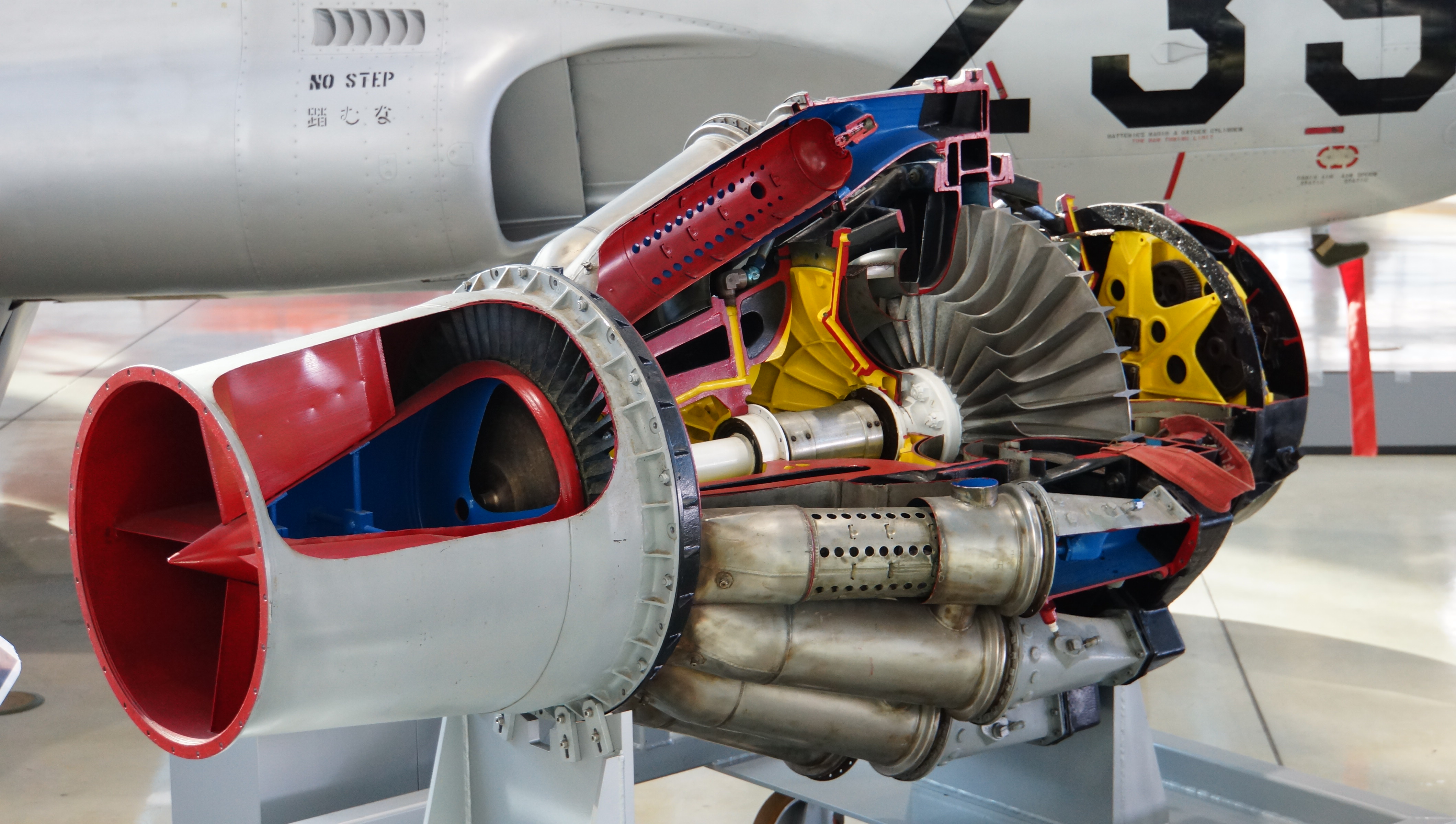
Motor J33 v řezu

### Technické údaje
- Typ: proudový motor
- Délka: 271,8 mm
- Průměr: 128,3 mm
- Hmotnost suchého motoru: 825,5 kg

### Součásti
- Kompresor: obustranný radiální kompresor
- Spalovací komora: trubková
- Turbína:  1stupňová axiální

### Výkony
- Maximální tah: 
  - 20,46 kN (4 600 lbf) při 11 500 ot./min. na úrovni moře na vzletový výkon
  - 17,35 kN (3 900 lbf) při 11 000 ot./min. na úrovni moře (statický výkon)
- Celkový poměr stlačení: 4,1:1
- Průtok/hltnost vzduchu: 39,46 kg/s při 11 500 ot./min.
- Teplota plynů před turbínou: 716 °C
- Měrná spotřeba paliva: 1,14 lb/(lbf h) (111,84 kg/(kN h))
- Poměr tah/hmotnost: 2,53 lbf/lb (0,025 kN/kg)